# 빌리 콕스
빌리 콕스(영어: Billy Cox, 1941년 10월 18일 ~ )는 미국의 베이시스트로 지미 헨드릭스와 함께 공연한 것으로 가장 잘 알려져 있다.